# Lemma
Denna artikel behandlar det matematiska begreppet lemma. För ordformen, se Lemma (ordform).
Ett lemma eller en hjälpsats är i ett bevis, ett resultat av mindre betydelse, som är ett delsteg i bevisandet av en viktigare sats. Vad som karakteriserar ett lemma är inte väldefinierat och varierar mellan olika framställningar. Ett känt lemma är Jordans lemma.